# 锯顶低额蚤
锯顶低额蚤（学名：Simocephalus serrulatus）为蚤科低额蚤属的动物。分布于世界各地以及中国大陆的广东、福建、浙江、江苏、湖北、河北、吉林、黑龙江、云南等地，属于广温性物种。其多见于湖泊沿岸草丛中。
其种加词“Serrulatus”意为“有小锯齿的”。